# Mecyclothorax pele
Mecyclothorax pele är en skalbaggsart som beskrevs av Blackburn 1879. Mecyclothorax pele ingår i släktet Mecyclothorax och familjen jordlöpare. Inga underarter finns listade i Catalogue of Life.